# 호즈에역
호즈에역(일본어: 上枝駅)은 일본 기후현 다카야마시에 있는 도카이 여객철도 다카야마 본선의 역이다. 상대식 승강장 2면 2선의 구조를 지닌 지상역이며, 다카야마역 관리의 무인역이다.

## 타는 곳
| 1 | ■ 다카야마 본선 | 상행 | 다카야마 · 게로 방면 |
| 2 | ■ 다카야마 본선 | 하행 | 도야마 방면          |

## 역 주변
- 스다 병원
- 다카야마 나들목

## 인접 정차역
| 도카이 여객철도 다카야마 본선 | 도카이 여객철도 다카야마 본선 | 도카이 여객철도 다카야마 본선 |
| ----------------------------- | ----------------------------- | ----------------------------- |
| 다카야마 기후 방면            | ■ 다카야마 본선               | 히다코쿠후 이노타니 방면      |